# Palais Lloyd
Pour les articles homonymes, voir Lloyd.

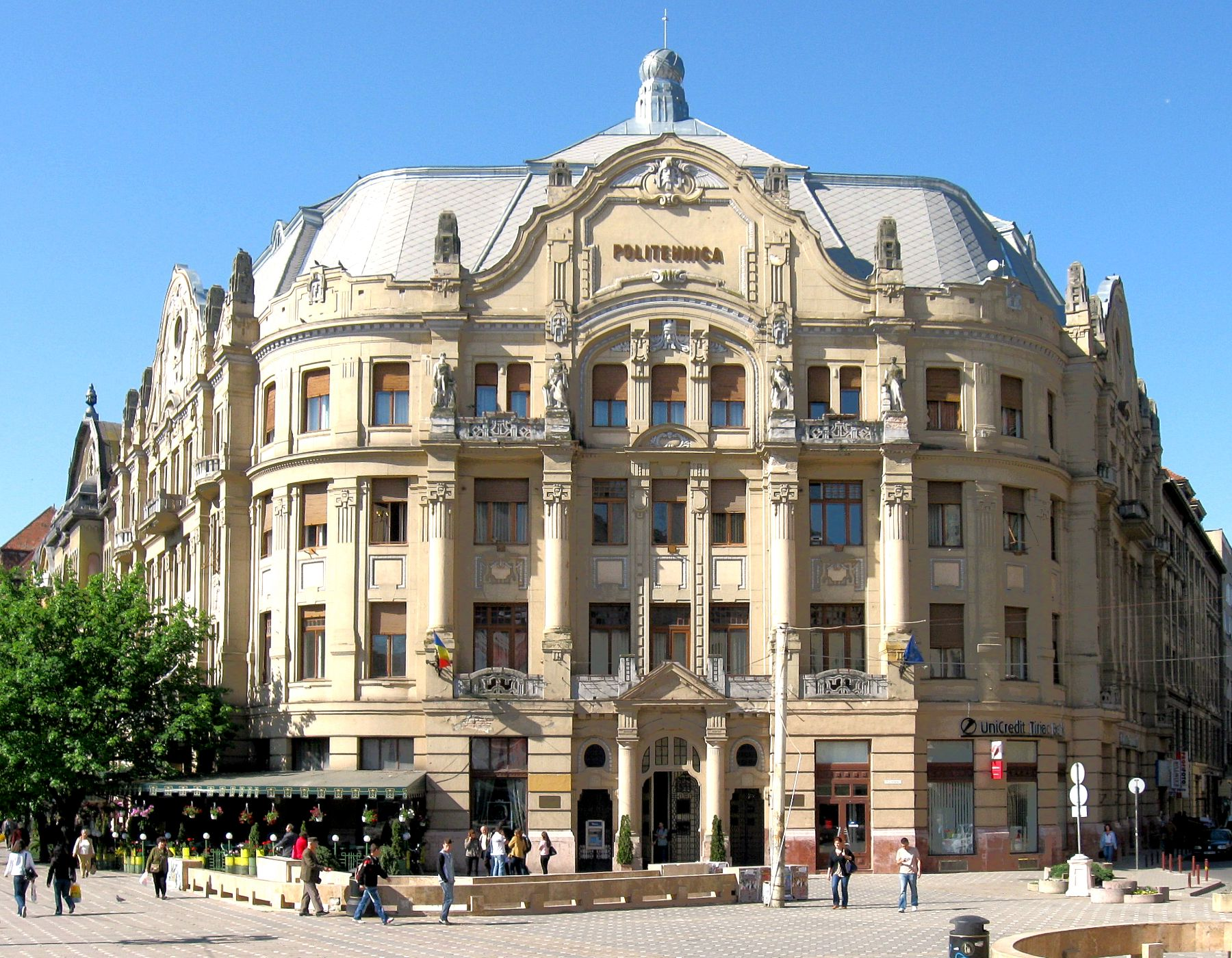
Le Palais Lloyd

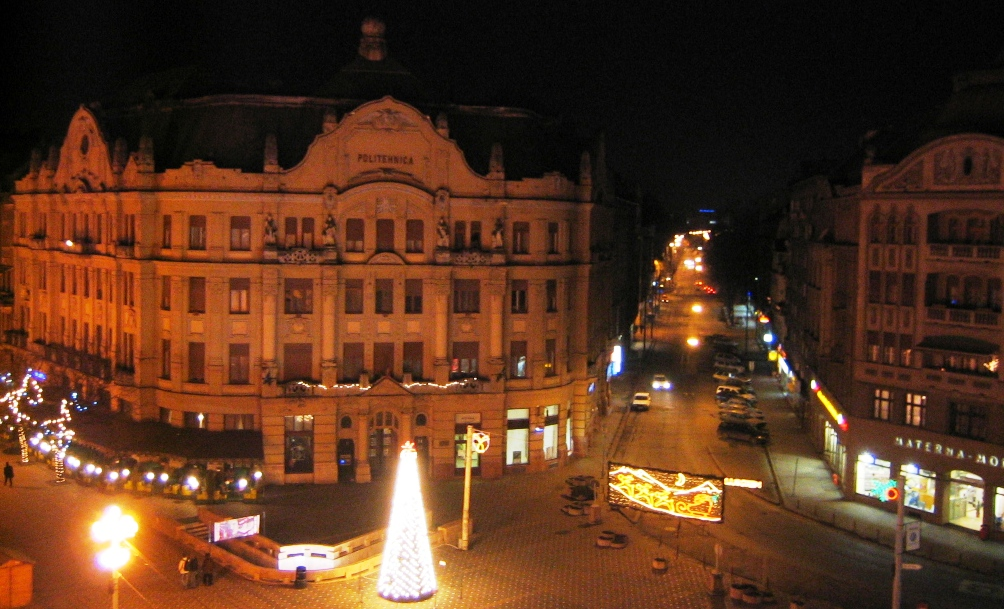
Le Palais Lloyd la nuit

Le Palais Lloyd (en roumain : Palatul Lloyd), également appelé Château Lloyd ou Palace Lloyd, est un bâtiment classé de trois étages sur la Piața Victoriei dans la ville roumaine occidentale de Timișoara. C'est aujourd'hui le siège du rectorat de l'Université polytechnique de Timișoara.

## Histoire
Le bâtiment a été construit entre 1910 et 1912 selon les plans de Lipót Baumhorn dans un style éclectique avec des éléments baroques et Art Nouveau (Sécession viennoise). Au premier étage se trouvait le siège du Lloyd's de Londres avec une bourse d'échange pour les produits agricoles.
Les deuxième et troisième étages servaient d'appartements. Le commandant en chef des troupes allemandes dans cette région, le maréchal August von Mackensen, y avait son siège en 1915 et vivait au deuxième étage de l'immeuble.
Le Café Wien s'est installé au rez-de-chaussée, à l'époque un lieu de rencontre populaire pour les écrivains, les journalistes et, dans certains cas, les hommes d'affaires louches. Le journaliste Egon Erwin Kisch était l'un des clients de l'établissement. Après la Première Guerre mondiale, il a été rebaptisé Café Lloyd. Au cours de l'aryanisation des biens juifs en 1940/1941, le café est entré en possession de Hans Weresch et Josef Henz et est devenu un lieu de rencontre pour les militants nazis.
À la suite de la nationalisation de 1948, le Café Wien a été nationalisé et a été nommé successivement 23 Août, puis Ana Lugojana et Timișoara. Après une vaste rénovation dans les années 1980, il a été agrandi en un restaurant de luxe et depuis lors, il est la fierté et la gloire de la gastronomie de Timisoara sous le nom de Bulevard, avec le restaurant Palace du Palais Dauerbach .
En 2000, le restaurant du rez-de-chaussée a été agrandi pour un coût d'environ 500 000 marks allemands. Certaines parties du mobilier Art nouveau telles que les hauts plafonds en stuc vert citron, les vieux candélabres et les colonnes de miroirs ont été conservées.

## Anecdotes
Basé sur le Palais Lloyd, le boulevard de la Piața Victoriei est également appelé Lloyd-zeile chez la population allemande .

## Liens web
- BBW.ro, Bucarest Business Week en ligne, Tim Judy : Lloyd, 19 ans. février 2001, en anglais
- Qype.com, Schloss Lloyd, Timișoara
- WelcomeToRomania.ro, photos de et du Lloyd Palace, en roumain